# Talk Dirty (bài hát của Jason Derulo)
"Talk Dirty" là một bài hát của nghệ sĩ thu âm người Mỹ Jason Derulo hợp tác với rapper người Mỹ 2 Chainz nằm trong album phòng thu thứ ba của nam ca sĩ, Tattoos (2013) ở châu Âu và phiên bản tái phát hành cùng tên (2014) ở Hoa Kỳ. Nó được phát hành vào ngày 2 tháng 8 năm 2013 như là đĩa đơn thứ hai trích từ Tattoos và thứ ba trích từ Talk Dirty bởi Beluga Heights Records và Warner Bros. Records. Bài hát được đồng viết lời bởi hai nghệ sĩ với Jason Evigan, Sean Douglas và Ricky Reed, người cũng đồng thời chịu trách nhiệm sản xuất nó, trong đó sử dụng phần nhạc mẫu từ bài hát năm 2007 của Balkan Beat Box "Hermetico", được sáng tác bởi ba thành viên của nhóm Ori Kaplan, Tamir Muskat và Tomer Yosef. "Talk Dirty" là một bản hip hop mang nội dung đề cập đến một người đàn ông nói với một người phụ nữ không sử dụng cùng ngôn ngữ với anh rằng tất cả những gì anh ta thực sự cần hiểu là lúc cô nói những lời lẽ dung tục với anh khi âu yếm, đã thu hút những sự so sánh với một số tác phẩm của Timbaland. Một phiên bản tiếng Tây Ban Nha cho bài hát với tiêu đề "Háblame Sucio" đã được phát hành.
Với việc hợp tác với 2 Chainz cho "Talk Dirty", bài hát đánh dấu lần đầu tiên trong sự nghiệp của Derulo có sự tham gia của một nghệ sĩ khách mời cho một đĩa đơn, ngoại trừ phiên bản tiếng Pháp của "Whatcha Say". Sau khi phát hành, nó nhận được những phản ứng trái chiều từ các nhà phê bình âm nhạc, trong đó họ đánh giá cao giai điệu bắt tai và quá trình sản xuất hiệu quả, nhưng cũng vấp phải một số chỉ trích xung quanh nội dung mang hơi hướng tình dục của nó. Tuy nhiên, "Talk Dirty" đã tiếp nhận những thành công vượt trội về mặt thương mại, đứng đầu các bảng xếp hạng ở Úc, Đức và Vương quốc Anh, đồng thời lọt vào top 10 ở hầu hết những quốc gia bài hát xuất hiện, bao gồm vươn đến top 5 ở những thị trường lớn như Áo, Bỉ, Canada, Pháp, Ireland, Hà Lan, New Zealand, Thụy Điển và Thụy Sĩ. Tại Hoa Kỳ, nó đạt vị trí thứ ba trên bảng xếp hạng Billboard Hot 100, trở thành đĩa đơn thứ hai của Derulo và đầu tiên của 2 Chainz vươn đến top 5 tại đây. Tính đến nay, "Talk Dirty" đã bán được hơn 10 triệu bản trên toàn cầu, trở thành một trong những đĩa đơn bán chạy nhất mọi thời đại.
Video ca nhạc cho "Talk Dirty" được đạo diễn bởi Colin Tilley, cộng tác viên quen thuộc trong những video trước của Derulo, trong đó bao gồm những cảnh nam ca sĩ và 2 Chainz vui vẻ với những cô gái, xen kẽ với sự kết hợp giữa những loại hình nhảy thuộc nhiều nền văn hóa khác nhau. Nó đã nhận được hai đề cử tại giải Video âm nhạc của MTV năm 2014 cho Video Pop xuất sắc nhất và Video có vũ đạo xuất sắc nhất. Để quảng bá bài hát, Derulo đã trình diễn "Talk Dirty" trên nhiều chương trình truyền hình và lễ trao giải lớn, bao gồm The Arsenio Hall Show, Dancing with the Stars, Good Morning America, Jimmy Kimmel Live!, Late Night with Seth Meyers, The Voice UK, giải Sự lựa chọn của Giới trẻ năm 2014 và giải thưởng âm nhạc Billboard năm 2014, cũng như trong nhiều chuyến lưu diễn của anh. Kể từ khi phát hành, nó đã được hát lại và sử dụng làm nhạc mẫu bởi nhiều nghệ sĩ, như Jimmy Fallon, Kevin Spacey, Malin Akerman, Jorgie Porter, Chlöe Howl, Sam Tsui, Set It Off và Tyler Ward, cũng như xuất hiện trong một số tác phẩm điện ảnh và truyền hình, bao gồm Devious Maids, EastEnders và Horrible Bosses 2.

## Danh sách bài hát
- Tải kĩ thuật số[2]

1. "Talk Dirty" (hợp tác với 2 Chainz) – 2:57

- Đĩa CD[3]

1. "Talk Dirty" (hợp tác với 2 Chainz) – 2:59
2. "The Other Side" (Smash Mode Radio) – 4:11

## Xếp hạng
| Bảng xếp hạng (2013-14)                   | Vị trí cao nhất |
| ----------------------------------------- | --------------- |
| Úc (ARIA)                                 | 1               |
| Áo (Ö3 Austria Top 40)                    | 4               |
| Bỉ (Ultratop 50 Flanders)                 | 1               |
| Bỉ (Ultratop 50 Wallonia)                 | 3               |
| Brazil (Billboard Brasil Hot 100)         | 47              |
| Brazil (BillboardHot Pop Songs)           | 16              |
| Canada (Canadian Hot 100)                 | 3               |
| Cộng hòa Séc (Rádio Top 100)              | 14              |
| Cộng hòa Séc (Singles Digitál Top 100)    | 45              |
| Đan Mạch (Tracklisten)                    | 7               |
| Châu Âu Nhạc số (Billboard)               | 1               |
| Phần Lan (Suomen virallinen lista)        | 6               |
| Pháp (SNEP)                               | 3               |
| Đức (Official German Charts)              | 1               |
| Hy Lạp Nhạc số (Billboard)                | 2               |
| Hungary (Rádiós Top 40)                   | 8               |
| Hungary (Single Top 40)                   | 13              |
| Hungary (Dance Top 40)                    | 7               |
| Ireland (IRMA)                            | 2               |
| Ý (FIMI)                                  | 12              |
| Israel (Media Forest)                     | 1               |
| Hà Lan (Dutch Top 40)                     | 5               |
| Hà Lan (Single Top 100)                   | 5               |
| New Zealand (Recorded Music NZ)           | 2               |
| Na Uy (VG-lista)                          | 7               |
| Ba Lan (Polish Airplay Top 100)           | 11              |
| Scotland (OCC)                            | 1               |
| Slovakia (Rádio Top 100)                  | 26              |
| Tây Ban Nha (PROMUSICAE)                  | 13              |
| Thụy Điển (Sverigetopplistan)             | 5               |
| Thụy Sĩ (Schweizer Hitparade)             | 4               |
| Anh Quốc (OCC)                            | 1               |
| Hoa Kỳ Billboard Hot 100                  | 3               |
| Hoa Kỳ Adult Pop Airplay (Billboard)      | 22              |
| Hoa Kỳ Dance Club Songs (Billboard)       | 17              |
| Hoa Kỳ Dance/Mix Show Airplay (Billboard) | 9               |
| Hoa Kỳ Hot R&B/Hip-Hop Songs (Billboard)  | 2               |
| Hoa Kỳ Pop Airplay (Billboard)            | 1               |
| Hoa Kỳ Rhythmic (Billboard)               | 1               |

| Bảng xếp hạng (2013)                      | Vị trí |
| ----------------------------------------- | ------ |
| Australia (ARIA)                          | 13     |
| Austria (Ö3 Austria Top 40)               | 48     |
| Belgium (Ultratop 50 Flanders)            | 25     |
| Belgium (Ultratop 50 Wallonia)            | 47     |
| France (SNEP)                             | 55     |
| Germany (Official German Charts)          | 33     |
| Hungary (Dance Top 40)                    | 52     |
| Israel (Media Forest)                     | 32     |
| Netherlands (Dutch Top 40)                | 24     |
| Netherlands (Single Top 100)              | 22     |
| New Zealand (Recorded Music NZ)           | 23     |
| Sweden (Sverigetopplistan)                | 82     |
| Switzerland (Schweizer Hitparade)         | 60     |
| UK Singles (Official Charts Company)      | 25     |
| Bảng xếp hạng (2014)                      | Vị trí |
| Canada (Canadian Hot 100)                 | 10     |
| Hungary (Dance Top 40)                    | 7      |
| Israel (Media Forest)                     | 14     |
| Italy (FIMI)                              | 58     |
| Netherlands (Dutch Top 40)                | 177    |
| South Korea (Gaon International Singles)  | 73     |
| Sweden (Sverigetopplistan)                | 82     |
| US Billboard Hot 100                      | 6      |
| US Hot Dance/Mix Show Airplay (Billboard) | 35     |
| US Hot R&B/Hip-Hop Songs (Billboard)      | 4      |
| US Pop Songs (Billboard)                  | 5      |
| US Rhythmic (Billboard)                   | 8      |
| Bảng xếp hạng (2015)                      | Vị trí |
| South Korea (Gaon International Singles)  | 54     |

## Chứng nhận
| Quốc gia | Chứng nhận  | Số đơn vị/doanh số chứng nhận |
| --- | ----------- | ----------------------------- |
| Úc (ARIA) | 5× Bạch kim | 350.000^                      |
| Áo (IFPI Áo) | Vàng        | 15.000*                       |
| Bỉ (BEA) | Vàng        | 15.000*                       |
| Canada (Music Canada) | 5× Bạch kim | 0‡                            |
| Pháp (SNEP) | —           | 50,500                        |
| Đức (BVMI) | Bạch kim    | 500.000^                      |
| Ý (FIMI) | 2× Bạch kim | 0‡                            |
| México (AMPROFON) | Vàng        | 30.000*                       |
| New Zealand (RMNZ) | Bạch kim    | 15.000*                       |
| Na Uy (IFPI) | 6× Bạch kim | 60.000*                       |
| Hàn Quốc (Gaon Chart) | —           | 261,251                       |
| Thụy Điển (GLF) | 2× Bạch kim | 40.000‡                       |
| Thụy Sĩ (IFPI) | Bạch kim    | 30.000^                       |
| Anh Quốc (BPI) | Bạch kim    | 600.000‡                      |
| Hoa Kỳ (RIAA) | 4× Bạch kim | 4,360,000                     |
| Streaming |             |                               |
| Đan Mạch (IFPI Đan Mạch) | 3× Bạch kim | 5.400.000^                    |
| Tây Ban Nha (PROMUSICAE) | Bạch kim    | 8.000.000*                    |
| * Chứng nhận dựa theo doanh số tiêu thụ. ^ Chứng nhận dựa theo doanh số nhập hàng. ‡ Chứng nhận dựa theo doanh số tiêu thụ và phát trực tuyến. |             |                               |

## Lịch sử phát hành
| Quốc gia       | Ngày                | Định dạng                   | Hãng đĩa                   |
| -------------- | ------------------- | --------------------------- | -------------------------- |
| New Zealand    | 2 tháng 8 năm 2013  | Tải kĩ thuật số             | Beluga Heights Warner Bros |
| Úc             | 9 tháng 8 năm 2013  | Tải kĩ thuật số             | Beluga Heights Warner Bros |
| Vương quốc Anh | 15 tháng 9 năm 2013 | Tải kĩ thuật số             | Beluga Heights Warner Bros |
| Hoa Kỳ         | 7 tháng 1 năm 2014  | Mainstream radio            | Beluga Heights Warner Bros |
| Hoa Kỳ         | 7 tháng 1 năm 2014  | Rhythmic contemporary radio | Beluga Heights Warner Bros |